# Meo Costantini

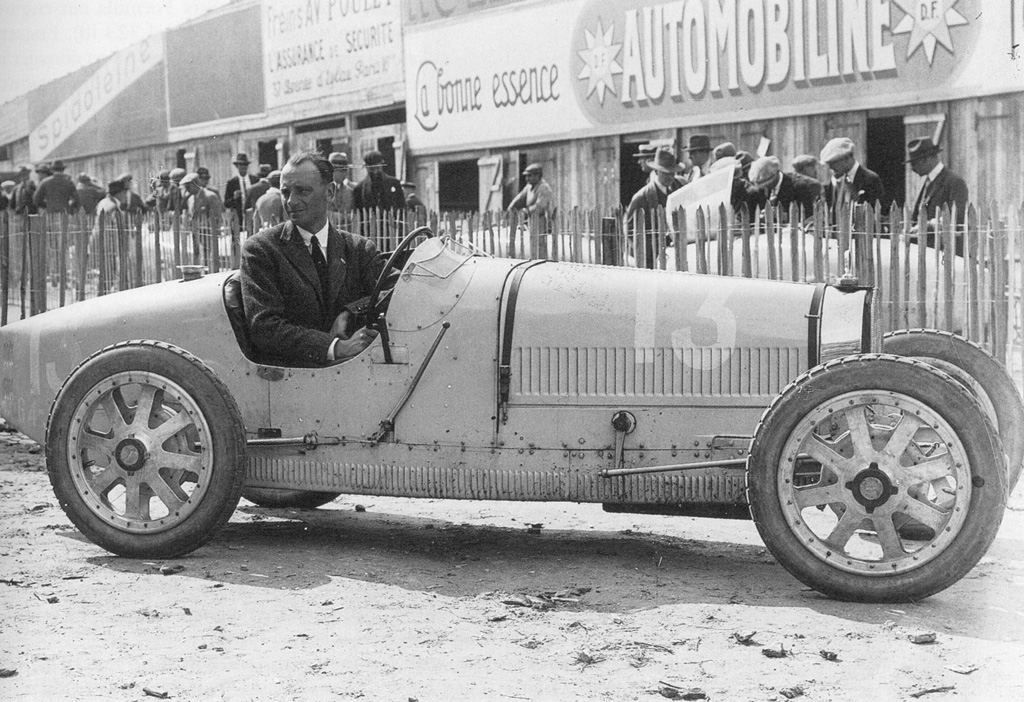
"Meo" Costantini au GP de l'A.C.F. 1924 à Lyon, sur Bugatti Type 35.

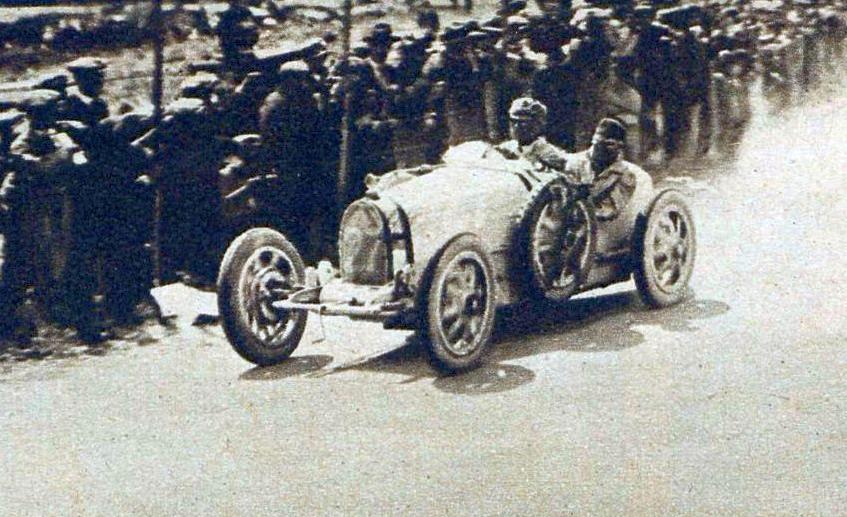
"Meo" Costantini, vainqueur de la Targa Florio 1926.

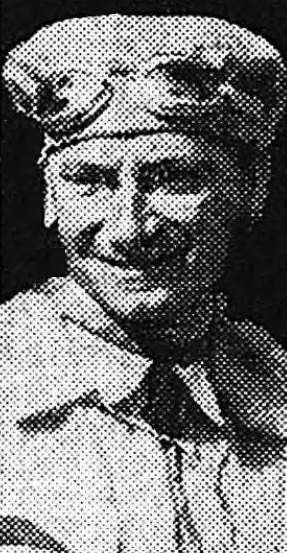
Meo Constantini en 1926.

Bartolomeo « Meo » Costantini (né en 1889 à Vittorio Veneto, dans la province de Trévise, en Vénétie et mort en 1941 à Milan à 52 ans) est un aviateur et pilote automobile italien, célèbre pour avoir été dans les années 1920 le manager sportif de l'écurie de course du constructeur français Bugatti.

## Biographie
Il participa à la Guerre italo-turque de 1911. Devenu capitaine durant le premier conflit mondial, il abattit six avions avec son Spad au sein de la Squadriglia degli Assi dans la Regia Aeronautica. Il utilisa pour ses premières victoires le modèle biplace SPAD S.VII, en partenariat avec le Prince Fulco Ruffo di Calabria, puis avec Cesare Magistrini. À partir d'août 1918, il termina la guerre sur un SPAD S.XIII.
Il fut coureur automobile sur Aquila Italiana épisodiquement entre 1914 et 1917, puis il rejoignit Ettore Bugatti en 1923 en remplacement du pilote Ernest Friderich.
Après la mort en course de son ami le comte Giulio Masetti (en 1926), il devint directeur de l'écurie Bugatti entre 1927 et 1935, avant d'être remplacé par Jean Bugatti puis de quitter la société de Molsheim en 1937.

## Palmarès personnel
- Targa Florio en 1925 et 1926 (sur Bugatti T35);
- Grand¨Prix de France de voitures de sport en 1925 (tourisme A.C.F., sur Bugatti[1]);
- Grand Prix d'Espagne en 1926 (sur Bugatti T39);
- Grand Prix de Milan en 1926;
- Coppa Florio en 1926;
  - 2e du Grand Prix d'Italie en 1926 (T39);
  - 2e du Grand Prix de France en 1926
  - 3e du Grand Prix d'Italie en 1925.

## Victoires aériennes
|   | Date             | Heure | Lieu                 | Adversaire     | Escadre                             | Notes                                       |
| - | ---------------- | ----- | -------------------- | -------------- | ----------------------------------- | ------------------------------------------- |
| 1 | 25 octobre 1917  |       | Tolmino              | Aviatik C.I    | 91ª Squadriglia Aeroplani da Caccia | équipier Fulco Ruffo di Calabria            |
| 2 | 26 octobre 1917  |       | Castelmonte          | Aviatik C.I    | 91ª Squadriglia Aeroplani da Caccia |                                             |
| 3 | 23 novembre 1917 |       | Cornuda              | Biplan inconnu | 91ª Squadriglia Aeroplani da Caccia | équipier Cesare Magistrini                  |
| 4 | 30 novembre 1917 |       | Rivasecca            | EA             | 91ª Squadriglia Aeroplani da Caccia | équipiers Adriano Bacula et Eduardo Olivero |
| 5 | 12 août 1918     | 20:00 | Santa Lucia di Piave | Albatros D.III | 91ª Squadriglia Aeroplani da Caccia |                                             |
| 6 | 22 août 1918     | 10:50 | Mareno di Piave      | Biplan inconnu | 91ª Squadriglia Aeroplani da Caccia |                                             |

## Distinction
- Médaille d'argent de la valeur militaire italienne.